# 大通西 (札幌市)
大通西（おおどおりにし）は、札幌市中央区の街区「大通」の創成川以西の部分であり、西1丁目から西28丁目まで設置されている。
大通公園の所在地として知られる。
郵便番号は西1 - 19丁目が060-0042、西20 - 28丁目が064-0820である。

## 地理
東に創成川、西に円山公園がある、東西に細長い街区である。
この地域の南東部を大通公園が占める。
西1丁目は創世1.1.1.区の一角をなす地域である。

## 河川
- 創成川

## 歴史
大通公園#歴史の項が詳しい。

## 施設
札幌市の行政・商業の中心地であり、多数の施設が存在する。
公的機関
- 札幌市交通事業振興公社（西5丁目）
- 札幌第2合同庁舎（西10丁目）
  - 札幌国税局
  - 北海道運輸局
- 札幌高等・地方裁判所合同庁舎（西11丁目）
- 札幌簡易裁判所・札幌家庭裁判所合同庁舎（西12丁目）
- 札幌第3合同庁舎（西11・12丁目）
  - 札幌高等検察庁
  - 札幌地方検察庁
  - 北海道防衛局
  - 札幌出入国在留管理局
- 札幌市教育文化会館（西13丁目）
- 札幌市資料館（西13丁目）
- 札幌市保健所（西19丁目）

教育機関
- 札幌ブライダル専門学校（西9丁目）
- 専門学校札幌デザイナー学院（西9丁目）
- 専門学校札幌スクールオブビジネス（西9丁目）

医療機関
- 北海道医師会（西6丁目）
- 渓仁会円山クリニック（西26丁目）

公園
- 大通公園（西1 - 13丁目）
- 創成川公園（西1丁目）

観光
- さっぽろテレビ塔（西1丁目）
- 道新ホール（西3丁目）

神社仏閣
- 大慈寺（西21丁目）
- 東本願寺円山支院（西22丁目）
- 札幌独立キリスト教会（西22丁目）

商業施設
- ル・トロワ（西1丁目）
- 丸井今井（西2丁目）
- 北洋大通センター（西3丁目）
- 明治安田生命札幌大通ビル（西3丁目）
- 札幌大通西4ビル（西4丁目）

企業
- 北洋銀行本店（西3丁目）
- 北海道銀行本店（西4丁目）
- エコミック（西8丁目）
- 札幌通運（西8丁目）
- ウリ信用組合（西12丁目）
- 札幌日産自動車（西17丁目）
- エネサンス北海道（西18丁目）

高層マンション
- ザ・ライオンズ大通公園タワー（西10丁目）

## 交通

### 鉄道
- 札幌市営地下鉄大通駅（東豊線、南北線、東西線）（西1 - 4丁目）
- 東西線西11丁目駅（西11丁目）
- 東西線西18丁目駅（西17・18丁目）
- 東西線円山公園駅（西25丁目）

### 道路
国道
- 国道36号

- 国道230号